# Лејкланд Саут (Вашингтон)
Лејкланд Саут (енгл. Lakeland South) насељено је место без административног статуса у америчкој савезној држави Вашингтон.

## Демографија
По попису из 2010. године број становника је 11.574, што је 138 (1,2%) становника више него 2000. године.
| Група             | 2000.         | 2010.         |
| Белци             | 9.409 (82,3%) | 8.509 (73,5%) |
| Афроамериканци    | 422 (3,7%)    | 489 (4,2%)    |
| Азијати           | 697 (6,1%)    | 1.088 (9,4%)  |
| Хиспаноамериканци | 381 (3,3%)    | 799 (6,9%)    |
| Укупно            | 11.436        | 11.574        |